# Hadena filograna
Hadena filograna là một loài bướm đêm thuộc họ Noctuidae. Subspecies filograna có ở miền trung và miền nam châu Âu tới Anatolia. Vùng cực bắc có loài này là Thụy Điển. Phân loài conspargata được tìm thấy ở Ukraina và từ phía nam Nga đến dãy núi Altai và ssp. rungsi được tìm thấy ở Bắc Phi.
Sải cánh dài 30–35 mm. Con trưởng thành bay từ tháng 5 đến tháng 6.
Ấu trùng ăn Silene nutans và Silene vulgaris

## Hình ảnh

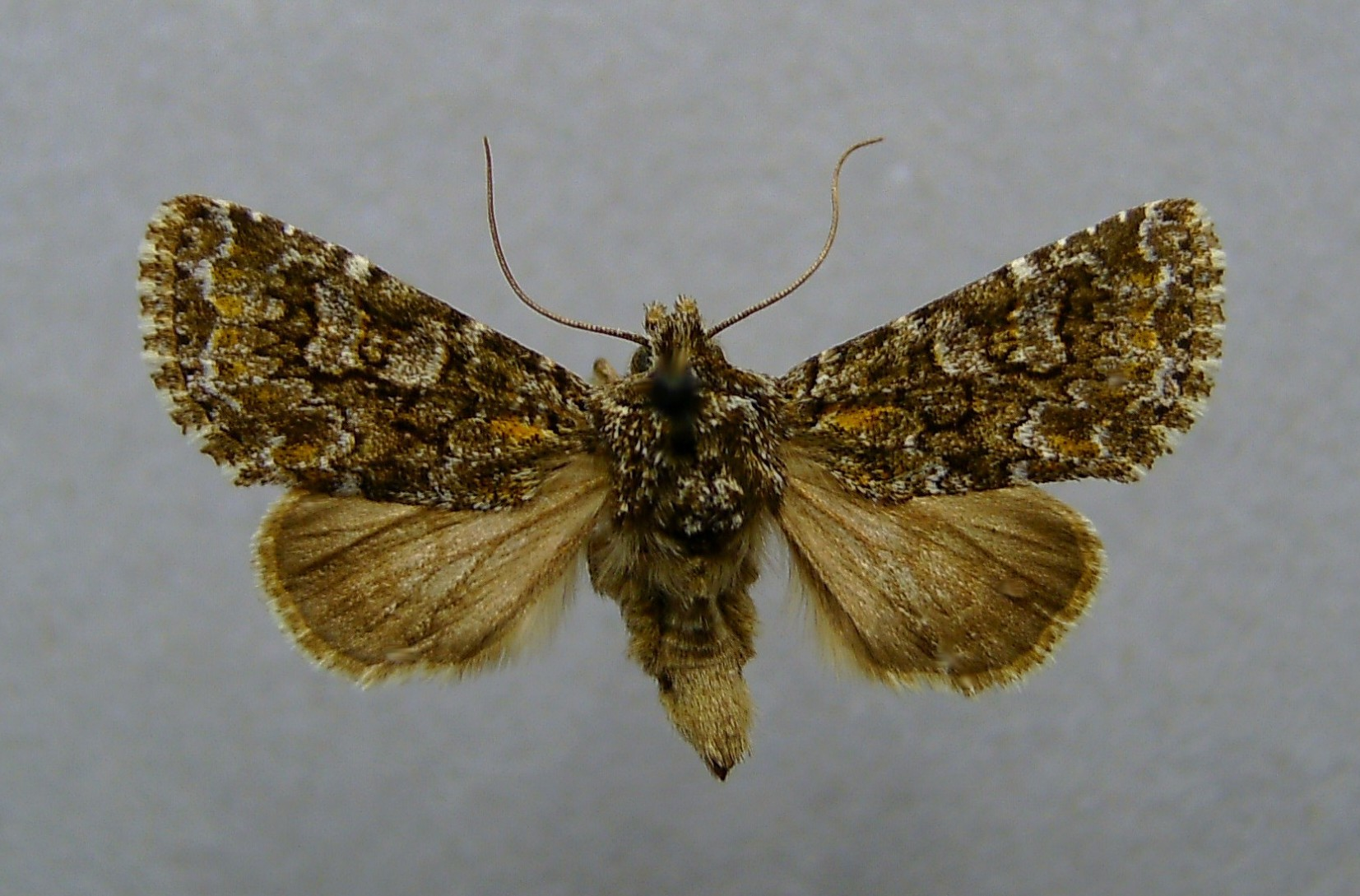

## Phụ loài
- Hadena filograna filograna
- Hadena filograna conspargata
- Hadena filograna rungsi